# برازيليون لبنانيون
البرازيلي اللبناني هو مواطن برازيلي من جذور لبنانية. وهم أشخاص ذوو الأصول اللبنانية الكاملة أو الجزئية ممن ولدوا بالبرازيل وتتراوح أعدادهم بين ما بين 7 و10 ملايين. الأغلبية العظمى منهم مسيحيين والأقلية مسلمة. ويعتبر لبنانيّو البرازيل أغنياء ومتعلمون ومؤثرون سياسياً في البلاد. وقد سطع نجم عدد وافر من الشخصيات اللبنانيّة البرازيلية في مناصب سياسية واقتصادية بارزة.

## تاريخ هجرتهم
لا يوجد معلومات حول أول المهاجرين اللبنانيين إلى البرازيل. وكتب بعض اللبنانيين في عدد من الصحف العربية[ما هي؟]
التي كانت تصدر في البرازيل بأن أول مهاجر كان من عائلة يافث.[بحاجة لمصدر]. ومن المؤكد أن زيارة الإمبراطور البرازيلي دوم بيدرو الثاني إلى فلسطين وسورية ولبنان بين عامي 1877 و1878 شجعت اللبنانيين على التوجه ناحية البرازيل هرباً من الوضع الاقتصادي المتأزّم والحروب في المنطقة. وسرعان ما بدأت الهجرة بكثافة في البداية، ومعظمها من سورية ولبنان. وكان دافع معظم الراغبين بالهجرة هو الحصول على فرص للعمل وكذلك الفرار من التجنيد الإجباري في الجيش العثماني آنذاك.
كان البرازيليون في ذلك الوقت يسمون المهاجرون الأوائل من سورية ولبنان «بالتوركو»، نسبة إلى الأتراك، باعتبار أنهم وصولوا إلى البرازيل بوثائق سفر تركية عثمانية. بعد الحرب العالمية الثانية، أصبح إسمهم «سيريو»، نسبة إلى «سوري» على أساس أن لبنان كان تابعا لسورية. وبعد استقلال لبنان عن فرنسا وإنشاء «لبنان الكبير»، أصبح البرازيليون يفرقون بين «سيريو» للمهاجر من مناطق سورية الحالية، و«ليبانو» للذين يأتون من مناطق لبنان الحالية.

## تعدادهم
يصل نسبة البرازيليين من أصول لبنانية و سورية بالنسبة لمجموع السكان أكثر من 3 بالمائة. ويبلغ عددهم 6 ملايين بحسب إحصاء 2008. أما وزارة الخارجية اللبنانية فتقول أن عددهم يصل إلى 10 - 11 ملايين . وهم، بذلك، أكبر جالية لبنانية خارج لبنان.

## طوائفهم
بدأت الهجرة أولا من اللبنانيين المسيحيين، وتبعهم في منتصف القرن العشرين، لبنان من كل الطوائف والمناطق وخاصة الجنوب والبقاع الغربي. يعد المسيحيون الكاثوليك والأورثوذكس 65% من مجموع الجالية اللبنانية، والمسلمون 15% والبقية من طوائف أخرى.

## نشاطات الجالية
يعمل اللبناني، مغترب أو متحدر، في أغلب القطاعات الاجتماعية، الاقتصادية، والسياسية في البرازيل. لكن تناول تفاصيل نشاطات الجالية اللبنانية في البرازيل بحسب انتشارها في المدن البرازيلية بشكل مختصر هو أمر صعب للغاية، لأن النشاط اللبناني كبير هناك بنسبة ضخامة الجالية وتاريخ وجودها القديم في البرازيل.

## إنتشارهم الجغرافي
هنا موجز لبعض ذلك النشاط في أهم المدن التي يتواجد فيها لبنانيون أو متحدرين من لبنانيين:

### مدينة ساو باولو
تعتبر ساو باولو أكبر مركز ثقافي وصناعي وتجاري وترفيهي في البرازيل، وأكبر مدينة في أميركا اللاتينية كلها، حيث أن كثرة المهاجرين إليها وتنوع ثقافاتهم جعل منها متنوعة الثقافات.
وللجالية اللبنانية بالمدينة دور للعبادة للمسيحيين والمسلمين، ففيها بنيت أول كنيسة عام 1897 وتبعتها كنائس أخرى خصوصا خلال ثلاثينات وأربعينات القرن العشرين في مدن بيللو أروريزونتي وغواكسوبي وبياري وسانتوس وساو جوزيه دو ريو بريتو وريو دي جينيرو. وفي عام 1897 تأسست الجمعية الخيرية المارونية بدعم مادي من التجار اللبنانيين.
وتتمركز في ساوباولو 27 جمعية إسلامية، ومن بين المؤسسات الإسلامية المهمة في هذه المدينة، هناك الجمعية الخيرية الإسلامية التي تأسست في 10 كانون الثاني/يناير 1929، وينضوي تحت لوائها بحسب القائمين عليها، ما لا يقل عن 200 ألف لبناني مغترب، وتضم مرافق متعددة من بينها المركز الإسلامي، ومسجدا يعود تاريخه إلى عام 1942 (أقدم مسجد في البرازيل لا زالت تقام فيه الصلوات)، ومدرسة، ومقبرة، إضافة إلى المقر الاجتماعي والثقافي للجمعية، ثم هناك ثانيا مركز نشر الإسلام في أمريكا اللاتينية، وهو مؤسسة يصدر عنها أكبر عدد من المنشورات التي توزع في في المساجد والمراكز الثقافية البرازيلية، وينظم هذا المركز سنويا مؤتمرات علمية في مقره، يستدعي إليها باحثون متخصصون من البرازيل ومن الخارج، وبجانب ذلك تضطلع هذه المؤسسة بمهمة التنسيق وتقوية الروابط بين الجاليات المسلمة في البرازيل والمجتمع المحيط بها.
وبنت الجالية اللبنانية في مدينة ساو باولو مسجدا عام 1986، ويتكون من غرفة للإدارة، وقاعة للمناسبات تستوعب أكثر من 500 شخصا، ويحتوي على صالة خاصة للنساء وقاعة استقبالات إلخ... والمسجد مسجّل باسم الجمعية الخيرية الإسلامية (مستقلة عن الجمعيات المتمركزة في مدينتي فوز دي إيغواسّو وكورتيبا، عاصمة زلاية بارانا.
كما افتتحت الجمعية الخيرية في ساو باولو مدرسة على غرار مدرسة فوز دي إيغواسّو. وتقع المدرسة في مساحة أرض تملكها الجمعية حيث بنت عليها 3 أبنية، يتكون كل منها من طابقين، ويحيط بالمدرسة من جوانبها ملاعب رياضية وحدائق للاطفال.
وبخصوص التعليم العالي، وبالرغم من عدم إنشاء العرب واللبنانيون خصوصا معاهد جامعية خاصة بهم، فإنهم حققوا في أربعينات القرن العشرين، إنجازا مهما يتعلق بتعليم اللغة العربية داخل الجامعة البرازيلية، من خلال تأسيس مركز للغة العربية بكلية الفلسفة التابعة لجامعة ساو باولو سنة 1948 أطلق عليه اسم «المركز البرازيلي للدراسات العربية» وفيه يتلقى التعليم بالمركز حوالي 200 طالب، يدرسون مواد لها علاقة بالثقافة العربية من أدب ولغة وغيرها.
ويلاحظ أنه على الرغم من هذا الاهتمام المؤسساتي بتعليم العربية، فإن نسبة قليلة جدا من المتحدرين من أصل لبناني من أبناء الجيل الثاني والثالث يتكلمون اللغة العربية، ذلك لأن دخول أغلبهم مدارس التعليم البرازيلي، واندماجهم في النظام التربوي المعمول به في البلاد، حال دون تعلمها. هذا الوضع ينطبق بخاصة على المتحدرين من الهجرة القديمة، بخلاف ما هو عليه الأمر بالنسبة إلى المنتمين للهجرة الحديثة الذين اسسوا مراكز تعليم سمحت بالحفاظ على اللغة العربية.
ويحضر الثقل الاقتصادي للجالية اللبنانية في ساوباولو بشكل ملفت، حيث أسس اللبنانيون منذ وقت مبكر هيئات ذات صبغة تجارية، وهكذا رأت النور في ساو باولو عام 1913 الغرفة التجارية السورية – اللبنانية في البرازيل والتي أصبح اسمها منذ عام 1952 الغرفة التجارية العربية- البرازيلية، وبجانب فرعها الرئيسي، للغرفة فرعان آخران، أحدهما في مدينة بيللو أوريزونتي والثاني في كوريتيبا وبحكم انضمامها للإتحاد العام للغرف التجارية والصناعية والفلاحية في البلاد العربية، التابع لجامعة الدول العربية، تمثل الغرفة مصالح مؤسسات تجارية باثنين وعشرين بلدا عربيا.
وتوجد في ساوباولو كذلك هيئات أخرى مرتبطة بالجالية اللبنانية، هي الغرفة التجارية اللبنانية العربية، والغرفة الدولية للتجارة والصناعة والتي للمتحدرين من أصل لبناني حضور قوي فيها.
وتبرز في الحقل الاقتصادي وجوه كثيرة، وهم رجال أعمال تجمعهم غرفة التجارة اللبنانية البرازيلية مركزها في ساو باولو ولها فروع في جميع ولايات البرازيل ويتخذ من مبنى القنصلية اللبنانية في ساو باولو مركزا لها.

### مدينة فوز دي إيغواسو
يختصرونها باسم «فوز» وتقع على الحدود المثلثة للبرازيل مع البراغواي والأرجنتين، ويقصدها السائحون من مختلف مناطق العالم، وفيها أحد أكبر السدود المائية في العالم، وهو «سد إيتايبو» الذي اشتركت في بنائه الدول الثلاث المحاذية (البرازيل، البراغواي، الأرجنتين) لتوليد الطاقة الكهربائية، وكذلك يوجد فيها الشلالات العظيمة الشهيرة: شلالات إيغواسّو.
ويتمركز في المدينة تجمّع كبير للجالية اللبنانية، ويغلب على عملها الطابع التجاري بصورة عامة، والكثير من أبنائها هم من ملاكي العقارات.
ويقيم أعضاء الجالية في مدينة «فوز» ويعملون في مدينة «ثيوداد دل إيست» (مدينة الشرق) في البراغواي، ويصلون إليها عبر جسر يمر فوق نهر بارانا ويصلهم إلى البراغواي ليمارسون عملهم التجاري في المدينة ومن ثم يبيتون في «فوز» بالبرازيل.
ومن الناحية السياسية والعلمية، يكثر في «فوز» المتخصصون في مجالات علمية وتقنية عديدة، ويغلب على الجالية اللبنانية بالعموم الطابع الأسري. عموما هناك حضور متميز للبنانيين المنتمين إلى الهجرة الحديثة في ولاية بارانا التي أنشاوا فيها 9 مؤسسات دينية، حيث حلّوا في البرازيل خلال الأربعين سنة الأخيرة، قادمين من لبنان بدرجة أولى، وتقيم أكبر نسبة منهم في مدينة «فوز دي إيغواسو» التي تتمركز فيها أهم المؤسسات الإسلامية.
ويتحدّر هؤلاء اللبنانيون من قرى الجنوب اللبناني وبعض قرى البقاع الغربي والبقاع الأوسط مثل: قبريخا، تولين، الغندورية، بنت جبيل، قعقعية الجسر، الخيام، الطيبة، مركبا، العديسة، زلايا، قليا، يحمر، سحمر، لبايا، مشغرة، القرعون، حزرتا، لالا، وغيرها.وأهم العائلات هي: حجازي، الزين، عوالي، فاضل، رحال، بركات.. إلخ
توجد في «فوز» مؤسسات وأماكن عبادة دينية لطوائف عدة، فهناك ثلاث كنائس، إحداها حديثة العهد، يعود تاريخ تأسيسها إلى سنة 2003.
ومن أهم المؤسسات الدينية في فوز دي إيغواسو هناك مسجد عمر بن الخطاب الذي وضع حجره الأساس سنة 1981 بحضور رؤساء البعثات الدبلوماسية العربية، والمسؤولين السياسيين والدينيين في المنطقة. ويمتد هذا المسجد الذي دُشَن رسميا في 23 أذار/مارس 1983، على مساحة يصل ما هو مشيد منها إلى ستمائة متر (منها 400 للمصلى). كما هناك المركز الثقافي الخيري الذي يعرف نفسه كـ«منظمة ثقافية علمية تسعى إلى نشر الإسلام والثقافة العربية». ويهتم بنشر كتب تعرف بالحضارة العربية الإسلامية وإسهاماتها في الحضارة الإنسانية، كما يهتم بتقوية التواصل بين مختلف مكونات الجالية اللبنانية في المنطقة. والواقع أن مساعيه هذه اكسبته دعم الجالية اللبنانية التي عبرت عن تعلقها ودعمها للمركز، كما تبين عقب تفجيرات 11 ايلول/ سبتمبر 2001، عندما بدأت وسائل الاعلام الدولية تروج لوجود «مجاهدين إسلاميين» في صفوف الجالية اللبنانية في «فوز دي إغواسو». وكان المركز قد قام، وكرد فعل على هذه الحملة الصحافية، بإنتاج شريط فيديو وزع مجانا، يدحض فيه ما تذهب اليه الحملة، وفي الوقت نفسه يشرح أهداف المركز ويتحدث عن أنشطته، وقد لقي ما تضمنه الشريط دعم وتأييد السلطات المحلية للمدينة.
ومن المؤسسات الدينية العربية اللبنانية الأخرى الموجودة بـ«فوز دي اغواسو»، هناك جمعية خيرية اسمها الجمعية الخيرية الإسلامية التي تعتبر الإطار الفاعل والناشط للجالية اللبنانية، حيث تمتلك حضوراً فاعلاً في مختلف القضايا التي تهم منطقة «فوز» اجتماعياً وعلاقاتياً. وعلى سبيل المثال، وفي مجال إحياء المناسبات الدينية يحضر حوالي 1500 شخصا في مناسبة دينية كعاشوراء، ويحضر الآلاف أيضا في مناسبات إسلامية أخرى مثل إحياء ليالي القدر في شهر رمضان والمناسبات الوطنية إلخ..
وللجمعية الخيرية مركز يتألف من مكتبة وحسينية ومركز لتعليم اللغة العربية والدين الإسلامي ومدرسة باسم «المدرسة اللبنانية البرازيلية».

### مدينة ريو دو جانيرو
لا إحصاءات دقيقة عن عدد اللبنانيين فيها، لكن الروايات تقول أنهم وأبناؤهم يبلغون مليون نسمة تقريبا، في حين أن إحصائيات أخرى تشير بأنهم في هذه الولاية بين 400 إلى 450 ألف مغترب ومتحدر. لكن هذه الأرقام ليست واقعية بالشكل المطلوب، حيث تشير بعض الإحصاءات القريبة من الواقع إلى ان عددهم في حدود 600 ألف منتشر لبناني.
ويعمل الأغلبية من اللبنانيين في الريو بالتجارة المتوسطة، حيث يملكون محلات صغيرة، لبيع الألبسة الجاهزة في معظمها وهناك قلة من مالكي المصانع، بخلاف ولاية ساو باولو، حيث الأغنياء منهم أكثر عددا وانخراطا في النشاط الاجتماعي.
وشهدت الريو تحولا ديموغرافيا، ففيما مضى كان اللبنانيون يتجمعون في حي «تيجوكا» فيتحدثون بالعربية أكثر من البرتغالية، ومع تنامي المدينة وتنامي الهجرة توزع المهاجرون على أحياء عدة ومناطق مختلفة، فبقي من بقي في «تيجوكا» وانتقل البعض إلى «كوبا كابانا» التي تجمع أغنى الأغنياء إلى أفقر الفقراء، وأقام كبار الأثرياء في ضاحية «ايباناما» الشهيرة بشاطئها المعروف. وهكذا بات تلتقي شبانا صغارا تسأل الواحد منهم: «هل أنت لبناني ؟» فيجيبك: «لا سنيور أنا برازيلي.. والدي لبناني».
وتتميز المدينة بوجود كنائس عدة ومسجدا للمهاجرين اللبنانيين، وقد أنشئت هذه الكنائس خلال ثلاثينات وأربعينات القرن العشرين.
وبخصوص جمعيتي «ريو دي جينيرو» الخيريتين الإسلاميتين، فيعود تأسيس إحداهما، إلى سنة 1950، وتضطلع منذ تأسيسها وإلى اليوم بدور ديني وثقافي نشيط، أما الثانية فيعود تأسيسها، إلى ثلاثينات القرن العشرين، وهذه لا تضطلع في الوقت الحاضر، بحسب القائمين عليها، بأي دور ثقافي أو ديني، بل لا تمارس فيها حتى الشعائر الدينية، ويبقى دورها ذا طابع رمزي.
إلى ذلك، وفي الجانب التربوي، فقد اهتم اللبنانيون منذ بداية هجرتهم إلى البرازيل بالجانب التربوي، وقد اسسوا سنة 1935 مدرسة الأرز اللبناني في «ريو دو جينيرو».

### الإعلام والصحافة
إعلاميا، تم إنشاء جمعية الصحافة اللبنانية في «ريو دي جينيرو»، من طرف مجموعة من الصحافيين الممثلين للجرائد التي صدرت في البرازيل منذ سنة 1902، ذلك لإن الجرائد التي صدرت قبل هذا التاريخ كانت قد اختفت عند تأسيس الجمعية، علماً أنه في عام 1896 صدرت أول صحيفة عربية في البرازيل وأسسها الصحافي اللبناني نعوم لبكي بالتعاون مع مهاجر آخر اسمه أسعد خالد، فيما صدرت أول صحيفة يومية باللغة العربية في أوائل ثمانينات القرن الماضي باسم «أخبار الوطن» وأسسها الصحفي اللبناني كمال قبيسي وكان رئيسا لتحريرها، لكنها توقفت عن الصدور بسبب عودته إلى لبنان.
وما يصدر اليوم من صحف عربية في البرازيل لا يتجاوز صحيفتين هما «العروبة» وهي صحيفة نصف شهرية تصدر عن «الجمعية الخيرية الإسلامية في ساو باولو» و«الصوت العربي» التي بدأت بالصدور منذ عام 1997 وترتبط بشكل رسمي بالجالية اللبنانية المقيمة في ولاية بارانا، إضافة آلة مجلة واحدة هي «الشمس» التي تهتم بأخبار الجالية العربية وانشطتها وعلاقتها بالحياة العامة في البرازيل.

### مدينة كورتبيا
كورتبيا فهي عاصمة ولاية بارانا في جنوب البرازيل، وتعتبر عاصمة ثقافية ولها دور اقتصادي فاعل. فيها بنت الجالية اللبنانية «مسجد الإمام علي» الذي يحتوي على قاعة للاجتماعات وغيرها من المرافق، ويقع تحت إدارة الجمعية الخيرية.
ويوجد في المدينة أيضا وتحت رعاية وإشراف الجالية اللبنانية مدرسة لتعليم الثقافة الدينية واللغة العربية في كل نهاية أسبوع، بالإضافة إلى مقبرة تابعة للجمعية لدفن أموات المسلمين، وتتمتع الجمعية بصدى إيجابي بين أبناء الجالية.

### مدن وبلدات متفرقة
ولإعطاء فكرة عن ضخامة الوجود اللبناني في البرازيل يكفي القول أنه ما من بلدة أو مدينة هناك إلا وتجد فيها لبنانيين، ولو بمجموعات محدودة ومتفرقة، فنرى مثلا في مدينة «ايتابيفي» التي تبعد عن ساوباولو 75 كيلومترا حوالي 75 لبنانياً يعيشون هناك، ومعظمهم من آل كوراني من بلدة ياطر. أما في مدينة «جوكب» التي تبعد عن ساوباولو 150 كلم تقريباً فنرى أن 300 لبناني يقيمون هاك ويعود حضورهم فيها تقريبا إلى عام 1926 وما بعده.

## المسلمون في البرازيل
يقدر عدد المسلمين في البرازيل بمليون نسمة، منهم 700 ألف في ولاية ساو باولو وحدها. وكانت الجمعية الخيرية الإسلامية في ساو باولو أقدم الجمعيات الإسلامية في البرازيل والمعروفة بأم الجمعيات وتعتبر أول جمعية خيرية إسلامية تأسست في جنوب القارة الأميركية، وترجع جذورها إلى عام 1926 حيث تشكلت أول لجنة من المهاجرين المسلمين، وكان من أهدافها بناء بيت يذكر فيه اسم الله، وحال دون ذلك إمكانيات المسلمين المادية الضعيفة والحرب العالمية الثانية، فتأخر بناء المسجد حتى عام 1957.
وكانت هذه الجمعية قد أصدرت صحيفة «النشرة» عام 1933، ثم صحيفة «الذكرى» 1937عام، ثم صحيفة «الرسالة» ثم «العروبة» أخيراً.
وفي بداية السبعينات، أسست الجمعية أول مدرسة إسلامية عربية سمّيت باسم الحي الذي أنشئت فيه، وهي مدرسة «فيلا كارون» واستطاعت الحصول على قطعة أرض واسعة اتخذت كمقبرة لدفن موتى المسلمين، وهذه المقبرة تقع في منطقة «غواروليوس» وتبعد حوالي 25 كيلومتراعن مسجد ساوباولو.
وفي بداية السبعينات عقد أول مؤتمر إسلامي في البرازيل، بل في القارة الأميركية الجنوبية كلها. وهو مؤتمر نظمته وزارة الأوقاف المصرية بالتعاون مع دوائر الأزهر. واشترت الجمعية البناء المجاور للمسجد وأقامت فيه طابقين يستخدم للمحاضرات، ولأفراح المسلمين وأحزانهم.
كما توجد في ساو باولو الجمعية الخيرية الإسلامية في سانتو أمارو، وجمعية الثقافة والرفاه الإسلامية، والاتحاد الخيري في باريتوس، والجمعية الخيرية في جوندي يايي، والمركز الإسلامي في كامبيناس، والرابطة الثقافية العربية البرازيلية، ومؤسسة الإغاثة والتنمية العالمية، ومركز الدعوة الإسلامية لأميركا اللاتينية، ومستشفى ابن سينا الإسلامي. أما المؤسسات الإسلامية خارج ساو باولو فهي بالعشرات في البرازيل.

## أعلام بارزون
- ميلتون حاطوم، كاتب
- باولو معلوف، وزير نقل سابق ورئيس سابق لبلدية ولولاية ساو باولو
- كمال قبيسي، صحافي لبناني برازيلي
- ماريو زاغالو، المدرب السابق للمنتخب البرازيلي
- كارلوس لطوف، رسام الكاريكاتير

## معرض الصور

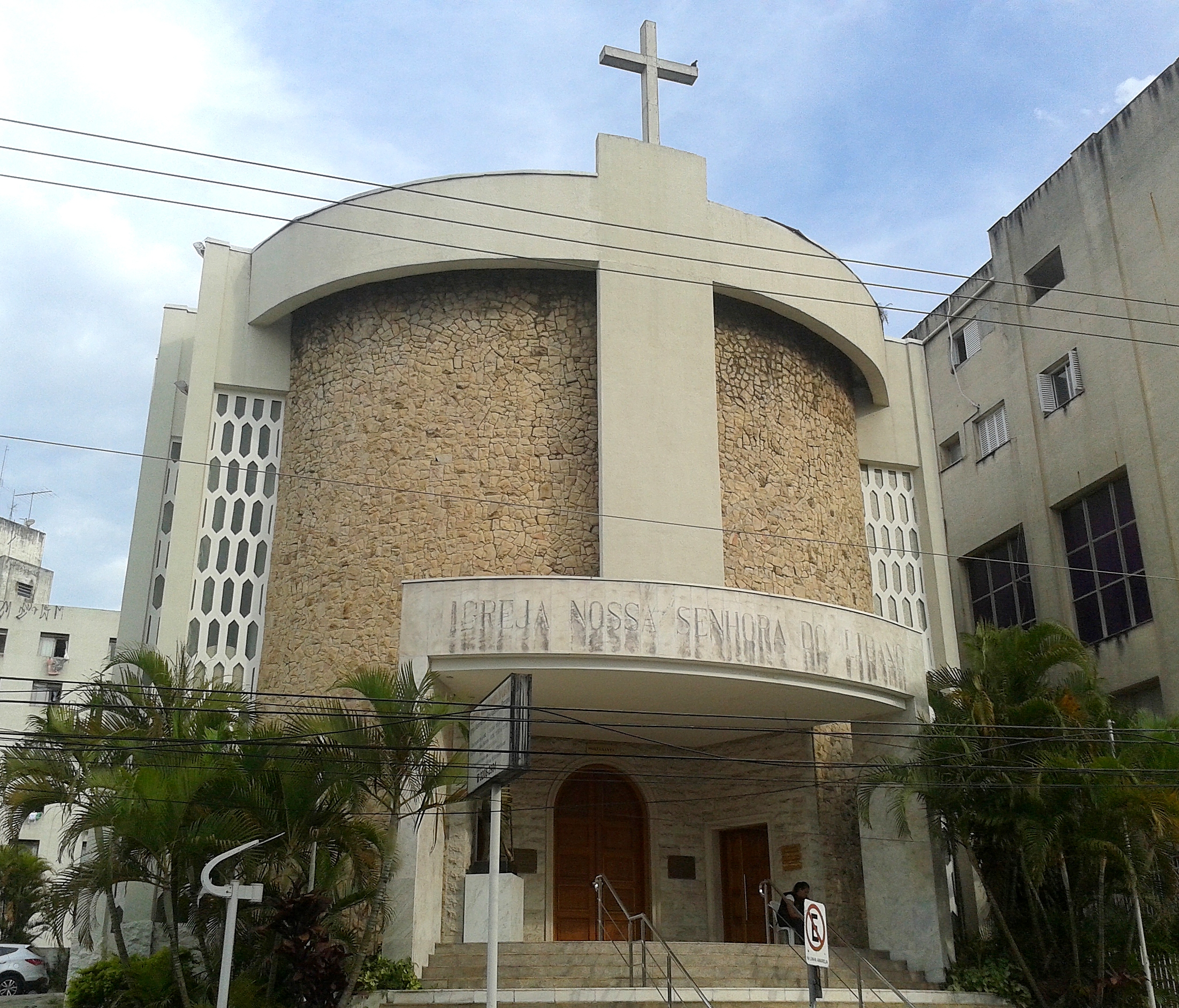
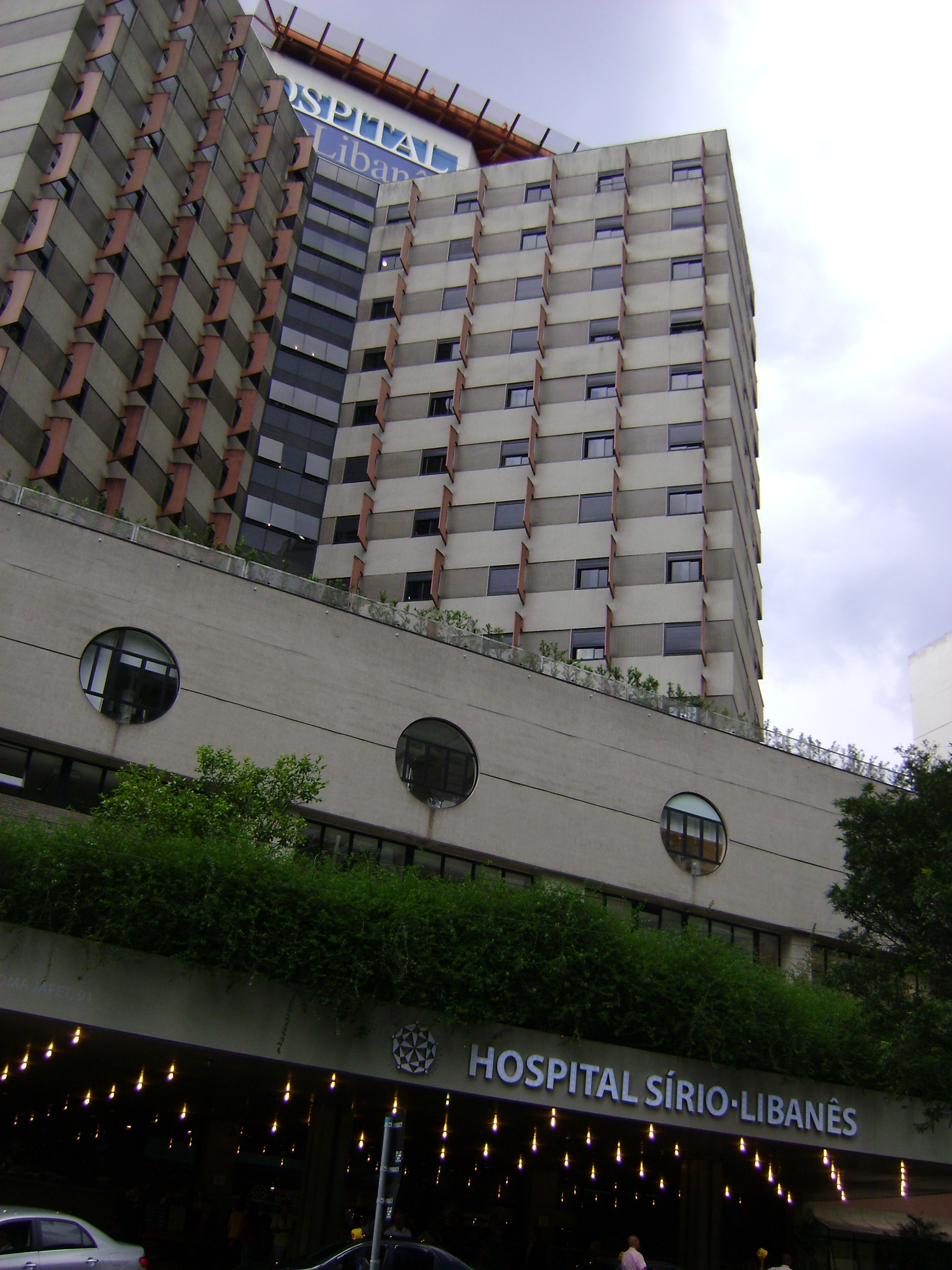
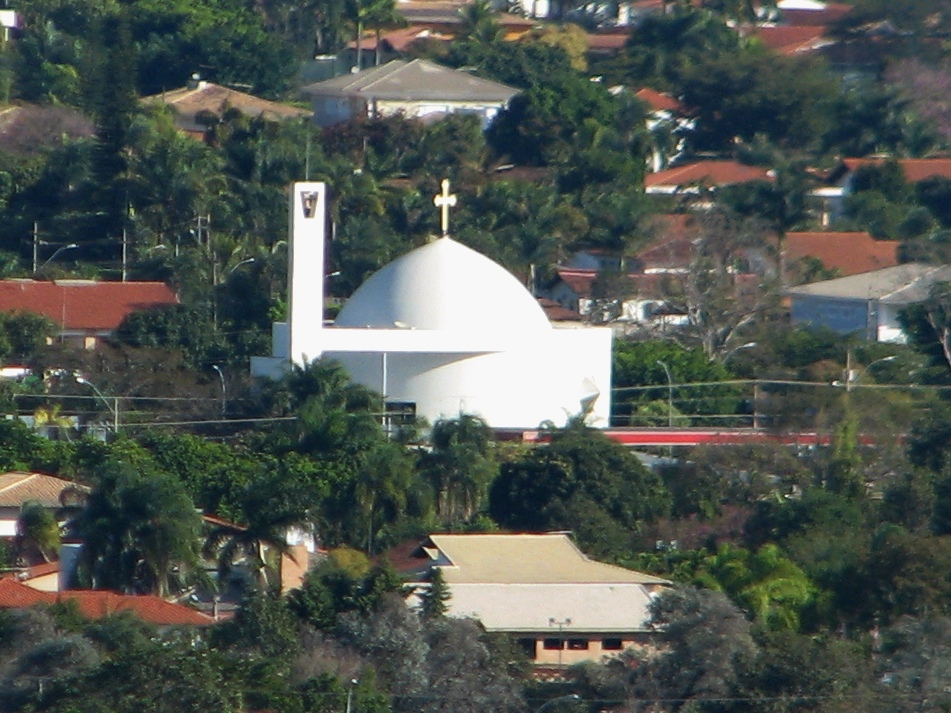